# Comisarovca Nouă
Comisarovca Nouă, in russo Novokomissarovka (Новокомиссаровка), è un comune della Moldavia controllato dalla autoproclamata repubblica di Transnistria. È compreso nel distretto di Dubăsari.

## Località
Il comune è formato dall'insieme delle seguenti località:
- Comisarovca Nouă (Novokomissarovka - Новокомиссаровка)
- Bosca (Boska - Боска)
- Coşniţa Nouă (Novaja Košnica - Новая Кошница)
- Pohrebea Nouă (Novoe Pogreb'e - Новoe Погребье)